# Emilio Pugliese
Pour les articles homonymes, voir Pugliese.
Emilio Pugliese (16 août 1811, Cirò - 2 septembre 1852, Cirò), surnommé le Défenseur des Pauvres, est un patriote libéral du Risorgimento et poète italien.

## Biographie

### Jeunesse et études
Emilio Pugliese naît à Cirò (village aujourd'hui dans la province de Crotone mais alors dans la province de Catanzaro) le 16 août 1811. Il est le fils de l'économiste, historien et juriste Giovan Francesco Pugliese et de Lucrezia Mauro. Cette-dernière, originaire de la province de Cosenza, fait partie d'une famille de propriétaires terriens libéraux et est la tante des frères Domenico Mauro (1812-1873), patriote puis député de 1865 à 1870, et Raffaele Michele Mauro qui ont tous deux participé à l'expédition des Mille.
Emilio Pugliese part étudier les mathématiques, le droit public, la philosophie et la littérature à l'Université de Rome « La Sapienza ».

### Révolution de 1848
À son retour dans son village natal, Emilio Pugliese est une des personnes les plus éduquées de la région, alors très pauvre. Il se fait rapidement une réputation d'intellectuel et de lettré. Il rédige d'ailleurs plusieurs poèmes qui sont réunis en 1833 dans un recueil intitulé La vita campestre di un calabrese.
Il décide alors d'aider les jeunes de son village en les instruisant lui-même, ce qui lui prend d'ailleurs la majeure partie de son temps. Il aide également les personnes défavorisées ou dans un contexte précaire. Il y gagne son surnom de Défenseur des Pauvres,.
En 1848, Emilio Pugliese prend une part active au Risorgimento italien. En effet, avec deux autres intellectuels libéraux calabrais, Biagio Miraglia (1823-1885) et Domenico Mauro (1872-1873), il est un des leaders de la révolution du Printemps des Peuples dans le nord de la Calabre. Pugliese prend la tête de l'insurrection dans la province de Crotone tandis que Miraglia et Mauro agissent dans la province de Cosenza. En février 1848, une grande partie des provinces de Crotone et de Cosenza est aux mains des insurgés qui y instaurent un gouvernement révolutionnaire libéral et républicain. De la sorte, certains historiens postérieurs aux évènements, comme Mario Dottore et Franco Colombraro, ont appelé cette période la République Cosentine. Toutefois, l'insurrection est de courte durée et est violemment réprimée par l'armée du royaume des Deux-Siciles.
Il meurt à l'âge de seulement 41 ans le 2 septembre 1852.

### Famille et vie privée
Le père d'Emilio, Giovan Francesco, est lui-même le fils du médecin Gaetano Pugliese et de Laura Vergi. La famille Pugliese compte une très nombreuse descendance, principalement dans la ville de Catanzaro, parmi laquelle les frères Vittorio Pugliese (1905-1965), député et sénateur italien, et Stefano Pugliese (1901-1978), amiral de la marine italienne, ainsi que l'écrivain, journaliste et historien Filippo De Nobili (1876-1962).